# Gare centrale de Pise
La gare centrale de Pise (en italien : Stazione di Pisa Centrale) est la gare principale de la ville italienne de Pise. Elle est la première gare de la ville en termes de passagers, avant la gare de Pise San Rossore. La gare est l'un des principaux nœuds ferroviaires de Toscane. Les lignes desservant la gare comprennent trois lignes longue distance : la ligne Pise-Livourne-Rome, la ligne Pise-La Spezia-Gênes et la ligne Pise-Florence. Les services locaux circulent sur la ligne Lucques-Pise.

## Histoire
La gare centrale de Pise a été construite à la suite de la mise en œuvre d'un plan de développement approuvé le 23 mars 1871. Sa construction a conduit à la transformation de l'ancienne gare de Léopolda (inaugurée en 1844) en gare de marchandises, qui a fonctionné jusqu'en 1929, date à laquelle elle a été définitivement fermée. La gare de Pise Centrale a été gravement endommagée pendant la Seconde Guerre mondiale et reconstruite avec quelques modifications par rapport à la conception originale,.

## Gare
La gare, comprenant 16 quais, est utilisée par environ 15 millions de passagers par an, tant touristes que navetteurs. Des trains de tous types s'arrêtent à la gare, notamment Intercity, Frecciargento et Frecciabianca. Les principales destinations sont Florence, Gênes, Rome, Naples, Livourne, Lucques, La Spezia et Turin.
Depuis la gare, partent les navettes pour l'aéroport de Pise, les bus pour Collesalvetti, Cecina, Florence, Reggio de Calabre et les lignes de bus urbains. La principale gare routière de la ville est également située à proximité.

## Source de traduction
- (en) Cet article est partiellement ou en totalité issu de l’article de Wikipédia en anglais intitulé « Pisa Centrale railway station » (voir la liste des auteurs).